# La Gripperie-Saint-Symphorien
La Gripperie-Saint-Symphorien är en kommun i departementet Charente-Maritime i regionen Nouvelle-Aquitaine i västra Frankrike. Kommunen ligger  i kantonen Saint-Agnant som ligger i arrondissementet Rochefort. År 2022 hade La Gripperie-Saint-Symphorien 598 invånare.

## Befolkningsutveckling
Antalet invånare i kommunen La Gripperie-Saint-Symphorien
Referens:INSEE